# 提布鲁斯
提布鲁斯（英語：Tibullus，前55年—前19年），古罗马诗人之一。生平不详，著有二卷本挽歌诗作，他最喜爱的主题是浪漫爱情诗和田园生活之趣。